# WIN HD
WIN HD é um canal de televisão australiano, de propriedade de WIN Corporation, que foi lançado em 15 de outubro de 2007. WIN HD totalmente deixou de ser um canal de radiodifusão, em 26 de setembro de 2010, em sua primeira execução. O canal foi relançada em 1 de Março de 2016, com o afiliado 9HD e novamente em 1 de julho de 2016 com o afiliado 10 HD. 

## Programação
Durante o seu tempo de ruptura de radiodifusão, WIN HD  tem transmissão de uma gama de programação, transmissões exclusivas em dia de semana e fim-de-semana à tarde, tarde aos domingos e finais de semana, e as noites de sábado. Cerca de sete horas de programação exclusiva foi transmitido diariamente.

## Disponibilidade

### Revitalização do canal
Em 10 de fevereiro de 2016, o WIN anunciou que iria lançar seu próprio canal HD nos próximos meses. mais tarde, foi confirmado que o canal HD  seria intitulado WIN HD  e iniciaria em 1 de Março de 2016. Quatro regiões com canais WIN foram excluídos a partir de 1 ° de Março. Griffith, Tasmânia e do Leste da Austrália do Sul não receberam o canal até 2 de Março de 2016, devido a problemas técnicos. Com a mudança regional de filiação entre WIN e Canal Nove, a partir de 1 de julho de 2016  foi alterada para uma afiliada regional Dez HD em todos os mercados WIN.

## Logotipos

1 De Março De 2016 – 30 De Junho De 20161 De Março De 2016 – 30 De Junho De 2016
1 de julho de 2016 - presente1 de julho de 2016 - presente